# Mezőpeterd
Mezőpeterd is een plaats (község) en gemeente in het Hongaarse comitaat Hajdú-Bihar. Mezőpeterd telt 578 inwoners (2001).